# Beta polipeptid luteinizirajućeg hormona
Beta polipeptid luteinizirajućeg hormona (lutropinska podjedinica beta) je protein koji je kod ljudi kodiran LHB genom.

## Gen
Geni beta lanaca horionskih gonadotropina i luteinizirajućeg hormona su dodirni na hromozomu 19q13.3. Kod konja je ova podjedinica kodirana istim genom kao beta podjedinica horionskog gonadatropina.

## Funkcija
Ovaj gen je član glikoproteinske familije hormonskih beta lanaca. On kodira beta podjedinicu luteinizirajućeg hormona (LH). Glikoproteinski hormoni su heterodimeri koji se sastoje od zajedničke alfa podjedinice i jedinstvene beta podjedinice (ovog proteina) koja im daje biološku specifičnost. LH je izražen u hipofizi. On promoviše spermatogenezu i ovulaciju putem stimulacije testisa i jajnika da sintetišu steroide.

## Klinički značaj
Mutacije ovog gena su vezane za hipogonadizam koji je karakterisan neplodnošću i pseudohermafroditizmom.

## Literatura
- Keutmann HT, Hua QX, Weiss MA (1992). „Structure of a receptor-binding fragment from human luteinizing hormone beta-subunit determined by [1H]- and [15N]nuclear magnetic resonance spectroscopy”. Mol. Endocrinol. 6 (6): 904—13. PMID 1495492. doi:10.1210/me.6.6.904.
- Weiss J; Axelrod L; Whitcomb RW;  . (1992). „Hypogonadism caused by a single amino acid substitution in the beta subunit of luteinizing hormone”. N. Engl. J. Med. 326 (3): 179—83. PMID 1727547. doi:10.1056/NEJM199201163260306.
- Weisshaar G, Hiyama J, Renwick AG, Nimtz M (1991). „NMR investigations of the N-linked oligosaccharides at individual glycosylation sites of human lutropin”. Eur. J. Biochem. 195 (1): 257—68. PMID 1991473. doi:10.1111/j.1432-1033.1991.tb15702.x.
- Jameson JL, Lindell CM, Habener JF (1986). „Evolution of different transcriptional start sites in the human luteinizing hormone and chorionic gonadotropin beta-subunit genes”. DNA. 5 (3): 227—34. PMID 2424697. doi:10.1089/dna.1986.5.227.
- Keutmann HT; Charlesworth MC; Mason KA;  . (1987). „A receptor-binding region in human choriogonadotropin/lutropin beta subunit”. Proc. Natl. Acad. Sci. U.S.A. 84 (7): 2038—42. PMC 304579 . PMID 3470775. doi:10.1073/pnas.84.7.2038.
- Shome B, Parlow AF (1973). „The primary structure of the hormone-specific, beta subunit of human pituitary luteinizing hormone (hLH)”. J. Clin. Endocrinol. Metab. 36 (3): 618—21. PMID 4685398. doi:10.1210/jcem-36-3-618.
- Closset J, Hennen G, Lequin RM (1973). „Human luteinizing hormone. The amino acid sequence of the   subunit”. FEBS Lett. 29 (2): 97—100. PMID 4719207. doi:10.1016/0014-5793(73)80534-4.
- Talmadge K, Vamvakopoulos NC, Fiddes JC (1984). „Evolution of the genes for the beta subunits of human chorionic gonadotropin and luteinizing hormone”. Nature. 307 (5946): 37—40. PMID 6690982. doi:10.1038/307037a0.
- Beitins IZ; Axelrod L; Ostrea T;  . (1981). „Hypogonadism in a male with an immunologically active, biologically inactive luteinizing hormone: characterization of the abnormal hormone”. J. Clin. Endocrinol. Metab. 52 (6): 1143—9. PMID 6785294. doi:10.1210/jcem-52-6-1143.
- Berger P; Kranewitter W; Madersbacher S;  . (1994). „Eutopic production of human chorionic gonadotropin beta (hCG beta) and luteinizing hormone beta (hLH beta) in the human testis”. FEBS Lett. 343 (3): 229—33. PMID 7513655. doi:10.1016/0014-5793(94)80561-X.
- Keutmann HT, Rubin DA (1993). „A subunit interaction site in human luteinizing hormone: identification by photoaffinity cross-linking”. Endocrinology. 132 (3): 1305—12. PMID 7679977. doi:10.1210/en.132.3.1305.
- Herrlich A; Kühn B; Grosse R;  . (1996). „Involvement of Gs and Gi proteins in dual coupling of the luteinizing hormone receptor to adenylyl cyclase and phospholipase C”. J. Biol. Chem. 271 (28): 16764—72. PMID 8663226. doi:10.1074/jbc.271.28.16764.
- Muyan M, Furuhashi M, Sugahara T, Boime I (1997). „The carboxy-terminal region of the beta-subunits of luteinizing hormone and chorionic gonadotropin differentially influence secretion and assembly of the heterodimers”. Mol. Endocrinol. 10 (12): 1678—87. PMID 8961276. doi:10.1210/me.10.12.1678.
- Roy AC; Liao WX; Chen Y;  . (1997). „Identification of seven novel mutations in LH beta-subunit gene by SSCP”. Mol. Cell. Biochem. 165 (2): 151—3. PMID 8979264.
- Liao WX; Roy AC; Chan C;  . (1998). „A new molecular variant of luteinizing hormone associated with female infertility”. Fertil. Steril. 69 (1): 102—6. PMID 9457942. doi:10.1016/S0015-0282(97)00445-7.
- O'Connor JF; Kovalevskaya G; Birken S;  . (1998). „The expression of the urinary forms of human luteinizing hormone beta fragment in various populations as assessed by a specific immunoradiometric assay”. Hum. Reprod. 13 (4): 826—35. PMID 9619532. doi:10.1093/humrep/13.4.826.
- Takahashi K; Kurioka H; Ozaki T;  . (1999). „Increased prevalence of luteinizing hormone beta-subunit variant in Japanese infertility patients”. Hum. Reprod. 13 (12): 3338—44. PMID 9886510. doi:10.1093/humrep/13.12.3338.
- Elter K; Erel CT; Cine N;  . (1999). „Role of the mutations Trp8 => Arg and Ile15 => Thr of the human luteinizing hormone beta-subunit in women with polycystic ovary syndrome”. Fertil. Steril. 71 (3): 425—30. PMID 10065776. doi:10.1016/S0015-0282(98)00491-9.
- Jiang M; Pakarinen P; Zhang FP;  . (1999). „A common polymorphic allele of the human luteinizing hormone beta-subunit gene: additional mutations and differential function of the promoter sequence”. Hum. Mol. Genet. 8 (11): 2037—46. PMID 10484773. doi:10.1093/hmg/8.11.2037.